# Hapsinotus granulatus
Hapsinotus granulatus là một loài tò vò trong họ Ichneumonidae.